# Škoda 17Tr
Шкода 17Tr - тип тролейбусів Шкода, що був розроблений в рамках об'єднання виробників громадського транспорту Чехословаччини фірм Шкода і Кароса.

## Конструкція
У 1983 році влад ЧССР схвалила проєкт так званої уніфікації громадського транспорту. З цією метою перед компаніями Шкода та виробником автобусів, компанією Кароса було поставлена ціль - виготовлення машини, що, можна було б використовувати як автобус і як тролейбус. Головною вимогою цього проєкту була можливість використання однакових запчастин. Роботу з проєктування такої машини розпочали на базі тролейбуса 14Tr і автобуса В731, і наслідком цього став тролейбус 17Tr і автобус В831. Однак, проєкт не запрацював, оскільки після оксамитової революції його закрили (всього зробили 3 тролейбуси).
17Tr - двовісний тролейбус, з правої сторони знаходяться три пари подвійних дверей. Дизайнери із заводу Кароса створили досить класичний дизайн машини. Акцентувалося також на зменшені шуму від транспорту.

## Використання
Було виготовлено 3 такі машини, остання з яких використовувалась до 2007 року 